# Bekdorf
Bekdorf er en by og kommune i det nordlige Tyskland, beliggende i Amt Itzehoe-Land under Kreis Steinburg. Kreis Steinburg ligger i den sydvestlige del af delstaten Slesvig-Holsten.

## Geografi
Bekdorf ligger ca. fem kilometer vest for Itzehoe, Gennem kommunen løber vandløbet Bekau. Byen ligger ved Bundesstraße B5 og jernbanen Marschbahn mellem Wilster og Itzehoe.